# Tramvajová doprava v Angarsku

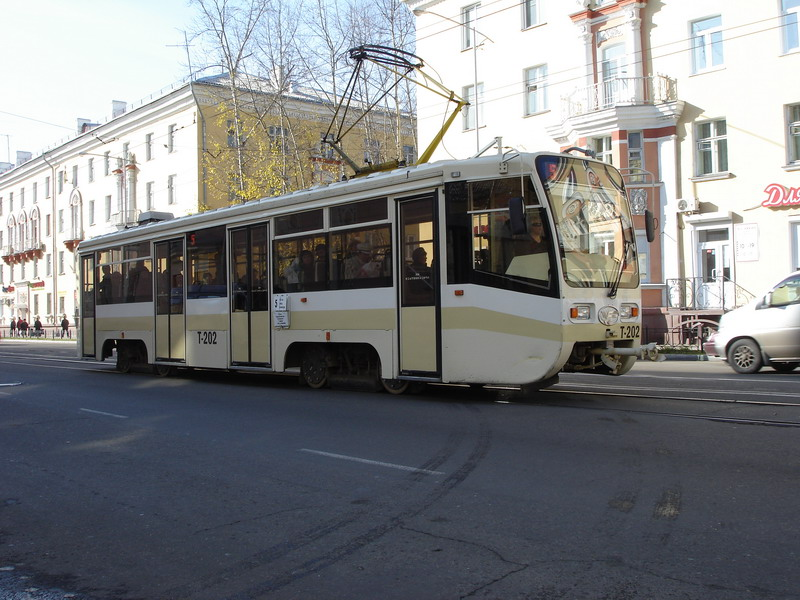
Tramvaj v Angarsku

Tramvajová síť v Angarsku, městě se 245 000 obyvateli na ruské východní Sibiři nedaleko Bajkalu, tvoří páteř zdejší městské dopravy.
Jedná se o síť střední velikosti, provozováno je okolo sta tramvajových vozů na více než deseti linkách. Stejně jako mnohé další tramvajové provozy v Rusku je to širokorozchodná síť (1524 mm). Tratě jsou dvoukolejné, umístěné většinou na vlastních tělesech, či zcela mimo silniční komunikace (kolejový svršek štěrkový, zatravněný, či z betonových panelů). Tramvaje obsluhují i příměstské oblasti, po dlouhých tratích vedených otevřenou krajinou.

## Historický vývoj
S výstavbou tramvajové sítě v Angarsku se začalo roku 1951. 26. listopadu 1953 svezly tramvaje, ještě typu MTV-82, první cestující. Místní dopravní podnik byl v roce 1962 začleněn pod správu města. Pod jeho správou byla síť dále rozvíjena (nové tratě například v letech 1965, 1976 – hlavně k průmyslovým závodům) a nyní tak dosahuje 95 km, což je nejvíce z celé východní Sibiře. Po roce 1991 byl provoz omezen a na některých příměstských tratích dočasně přerušen.

## Vozový park
Dopravu zajišťuje přibližně 100 tramvají ruské výroby. Převažuje typ KTM-5, v ulicích Angarsku se lze setkat ale i s jinými typy, jako například modernější KTM-8 či LM-93. Jako jedno z mála měst Angarsk ještě provozuje staré tramvaje z padesátých let typu RVZ-6.
Tramvaje nemají jednotný nátěr. U starších tramvají je běžný reklamní; kromě něj je možné se setkat s červeno-krémovým či modro-krémovým. Vozy typu KTM-8 jezdí v bílo-červeno-šedé kombinaci.